# Histoire de la Belgique de 1830 à 1914
Par son indépendance acquise le 4 octobre 1830, la Belgique devient une monarchie constitutionnelle, dans laquelle la bourgeoisie domine la vie politique par le biais du suffrage censitaire.

## L'indépendance

### La révolution de 1830

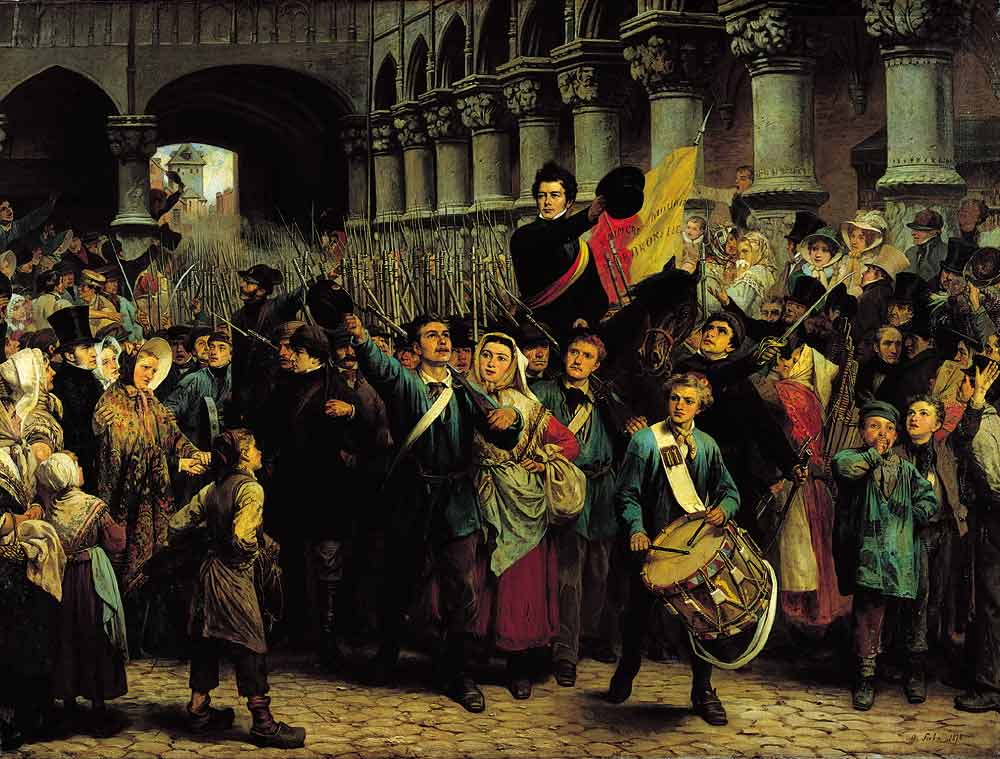
Charles Rogier à la tête des volontaires liègeois (Soubre, 1878)

Les premiers troubles sont provoqués par le mécontentement populaire lors des émeutes d'août 1830 à Bruxelles, notamment après la représentation de la pièce de théâtre La Muette de Portici, le 25 août 1830. Ceux-si se propagent rapidement dans l'ensemble des Pays-Bas méridionaux. Certains bourgeois, qui s'organisent en garde bourgeoise, tentent d'y rétablir l'ordre tout en cherchant à négocier avec Guillaume Ier, le souverain du Royaume uni des Pays-Bas, la séparation administrative des huit provinces du Sud, majoritairement catholiques, de celles du Nord (les neuf anciennes provinces qui composaient les Provinces-Unies, majoritairement protestantes) : le redressement des griefs liés aux préoccupations de la bourgeoisie tant libérale que catholique (liberté des cultes, liberté de la presse, rééquilibrage du pouvoir entre Néerlandais et Belges). Cependant, la garde bourgeoise est débordée par l'hostilité du peuple bruxellois envers les Néerlandais et par la radicalité de certains volontaires venus défendre Bruxelles contre une éventuelle attaque (notamment les Liégeois). Le 20 septembre 1830 débutent les « Journées de Septembre » : le peuple, soutenu par les volontaires accourus de tout le pays, désarme la garde bourgeoise de Bruxelles. C'est ce peuple armé qui tient en échec l'armée néerlandaise commandée par le fils du roi, le prince Frédéric, qui attaque la capitale brabançonne dès le 23 septembre. À la surprise générale, celle-ci est défaite par les belges et évacue la ville le 27 septembre, entraînant la militarisation du conflit dans ce qui devient la guerre belgo-néerlandaise.

### Le Congrès national
La révolution a réussi, le Gouvernement provisoire se forme le 26 septembre 1830 et déclare l'indépendance de la Belgique le 4 octobre 1830. Au vu de la participation luxembourgeoise à la révolution belge, il en profite pour annexer le Grand-duché de Luxembourg, état indépendant appartenant à titre privé à la maison d'Orange-Nassau et dont le roi Guillaume est également le Grand-duc. Le 3 novembre 1830, ce même gouvernement organise les élections au suffrage censitaire et capacitaire du Congrès national afin que celui-ci, puisse rédiger rapidement une Constitution et exercer le pouvoir législatif, après avoir confirmé l'indépendance le 18 novembre. Cette Constitution est adoptée le 7 février 1831 : elle est moderne et libérale en comparaison avec ses consœurs européennes. La Belgique devient une monarchie constitutionnelle, représentative et parlementaire. Le Congrès élit Léopold de Saxe-Cobourg-Gotha comme premier roi des Belges, qui accepte et prête serment le 21, faisant de ce jour la fête nationale.

### La reconnaissance internationale

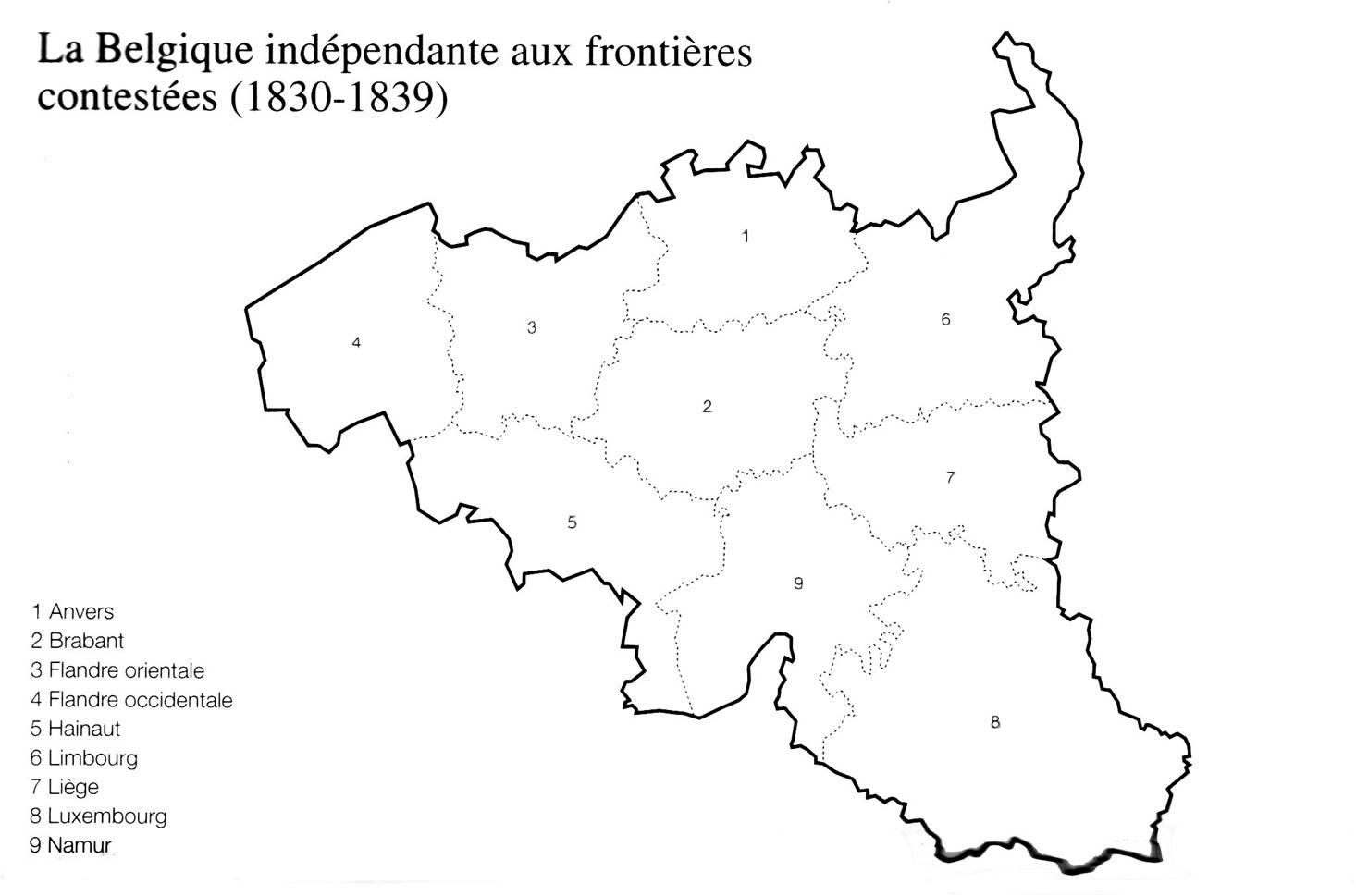
Les frontières initiales de la Belgique, avant la ratification du traité des XXIV articles du 19 avril 1839.

Se souvenant des tentatives malheureuses de révolutions liégeoise et brabançonne qui avaient échoué par manque de soutien international, les diplomates belges tentent de convaincre les grandes puissances (la Prusse, la Russie et en particulier la France et le Royaume-Uni) de reconnaître et de soutenir la jeune Belgique. Celles-ci se réunissent dès le 4 novembre 1830 lors de la Conférence de Londres et commencent par imposer un armistice aux deux belligérants de la guerre belgo-néerlandaise. Les représentants belges parviennent à convaincre la Sainte-Alliance que la Belgique sera aussi efficace que les Pays-Bas pour résister à une attaque française, à l'exception du Tsar de Russie qui envoie ses troupes, finalement arrêtées par l'insurrection de Varsovie. Le traité des XVIII articles accorde cette indépendance à condition que la Belgique reste perpétuellement neutre. Le roi Guillaume des Pays-Bas refuse de le ratifier et attaque la Belgique lors de la Campagne des dix-jours. Celle-ci doit avoir recours à l'intervention d'un corps expéditionnaire de l'armée française pour remporter la victoire. La piètre résistance de l'armée belge entraîne une renégociation à l'issue de laquelle la Belgique se voit imposer le traité des XXVII articles, bien moins avantageux pour elle. Ce dernier contient en effet des conditions plus strictes pour l'accession à l'indépendance : scission du Limbourg et scission du Grand-duché de Luxembourg, reprise de la moitié de la dette des Pays-Bas. Celui-ci n'est, à nouveau, pas reconnu par le roi Guillaume, qui espère toujours récupérer son royaume intact. 
La guerre s'achève le 18 novembre 1833 par la signature de la convention de Zonhoven, mais il faut attendre 1838 pour que Guillaume d'Orange n'adhère aux traités internationaux, ratifiés par le traité des XXIV articles du 19 avril 1839 qui délimite entre autres les frontières de la Belgique.

## Un État bourgeois
Après la révolution, la Belgique devient un État bourgeois. En effet, par le biais du suffrage censitaire, la bourgeoisie contrôle l'appareil politique. L'économie est également aux mains de cette classe. Dans son ensemble, tant au nord qu'au sud du pays, la bourgeoisie est francophone et la Belgique est donc conçue comme un État unilingue francophone (notamment en réaction à la politique de Guillaume Ier qui avait tenté d'imposer le néerlandais).
Cette bourgeoisie est divisée en deux courants idéologiques, le catholicisme et le libéralisme, qui s'étaient alliés pendant la période du royaume de Hollande pour s'opposer ensemble à la politique de Guillaume Ier (voir unionisme). Les institutions belges seront le fruit de cet accord : l'Église est séparée de l'État selon les principes de Félicité de Lamennais (Constitution adoptée en 1831) : c'est ce modèle qui fait de l'État belge un État laïc (le mot Dieu est absent de la Constitution), même si le pays était à plus de 90 % catholique à l'époque et si le clergé y était puissant). Mais il s'agit d'une laïcité pluraliste, très différente de la laïcité française républicaine. Cette alliance entre catholiques et libéraux persiste dans les premières années du nouvel État, afin de pouvoir faire face à l'urgence de la situation internationale, mais très vite les antagonismes réapparaissent.
S'engagent alors des luttes entre les deux partis, les catholiques (la droite) et les libéraux (la gauche). Les libéraux vont pouvoir concurrencer les catholiques jusqu'en 1884, mais cette année-là la gauche perd le pouvoir et la droite gardera une majorité absolue jusqu'à la Première Guerre mondiale. Dès 1894 et l'instauration du suffrage plural, les socialistes font leur entrée au Parlement et ravissent aux libéraux la place de deuxième force politique.

## Les succès économiques

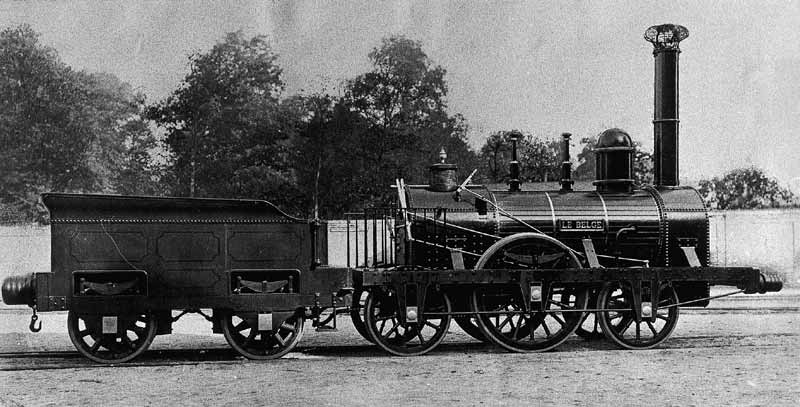
Locomotive « Le Belge », première locomotive d'Europe continentale, issue des ateliers John Cockerill

La révolution industrielle en Wallonie est très importante. Elle a des racines séculaires. Les découvertes tant locales qu'anglaises au XVIIIe siècle, la longue tradition des travailleurs du fer et de l'extraction du charbon en Wallonie (qui sont dans ces domaines, des experts de l'Europe depuis longtemps), permet le développement prodigieux des capacités économiques de cette région qui, à elle seule, devient la deuxième productrice d'acier et de charbon dans le monde au cours du XIXe siècle. Les industries sont aux mains d'une poignée de bourgeois, issus tant du Nord que du Sud du pays. L'essentiel de la puissance industrielle du pays se trouve en Wallonie. La main d'œuvre va de la Flandre vers la Wallonie et vers Bruxelles, première ville industrielle du pays, devant Charleroi et Liège.

### Le développement de la finance

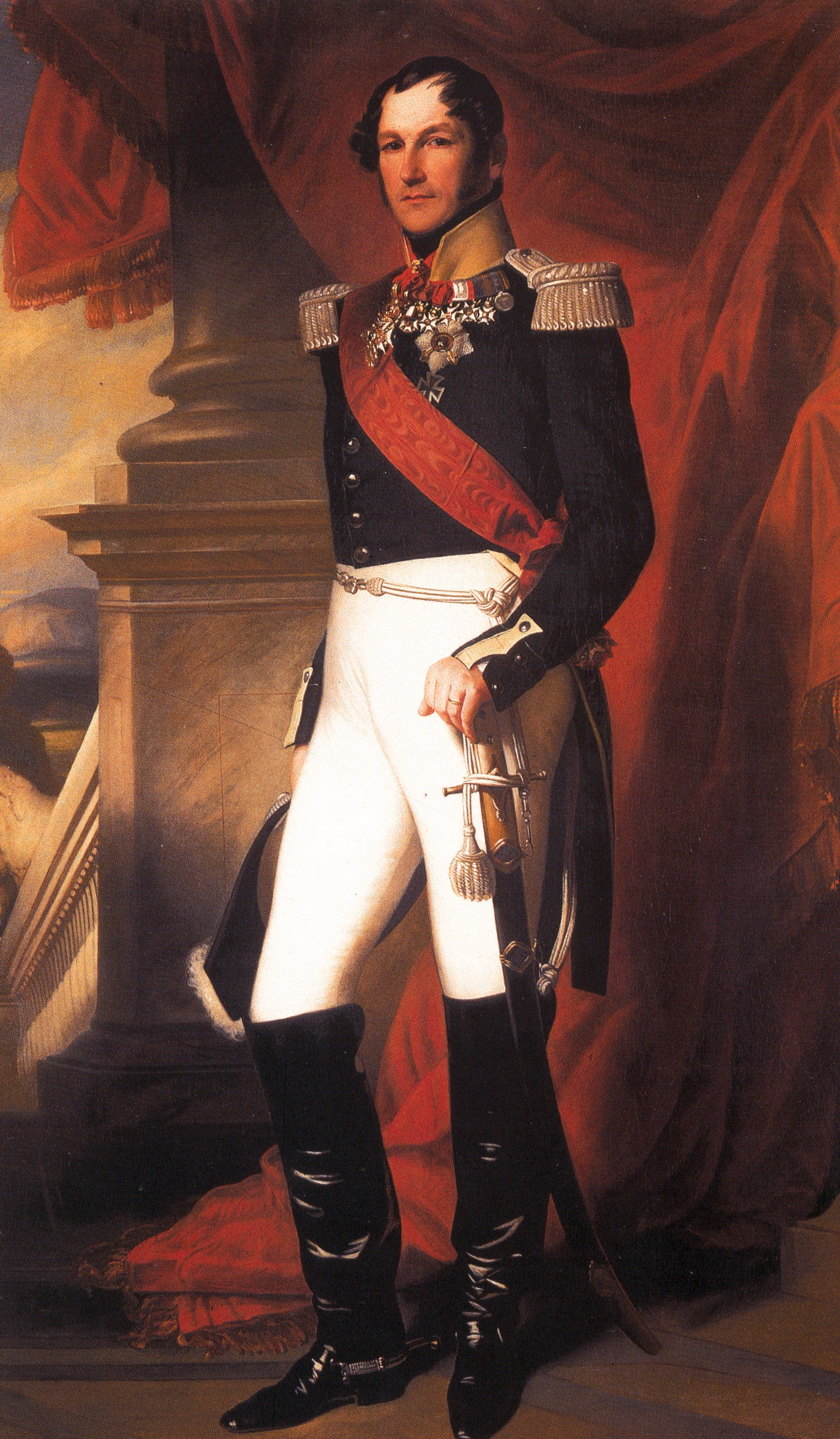
Léopold Ier, roi des Belges, par Franz Xaver Winterhalter

Pendant cette période, surgissent une bourgeoisie industrielle et, en même temps que se consolide la révolution industrielle, une haute banque et une haute finance dont les deux têtes seront la Société générale (absorbée en 1988 par Suez), et la Banque de Belgique, aujourd'hui disparue. Ces banques adoptent la politique des participations industrielles, des holdings (société à portefeuille avant la lettre). C'est une première mondiale : à côté de la bourgeoisie industrielle, se constitue une bourgeoisie financière. Le roi Léopold Ier devient rapidement le leader de cette bourgeoisie, en tant que principal actionnaire de la Société générale (dès 1835) et première fortune du pays (voyez également Histoire de la monarchie belge)
Cette bourgeoisie financière va dominer le pays jusqu'à la mondialisation. Elle est au départ très restreinte numériquement, comptant moins d'une cinquantaine de familles dont un grand nombre de familles nobles. Dès 1827, elle est essentiellement bruxelloise : sur les soixante plus gros actionnaires de la Société générale, il y a trente-trois Bruxellois en 1827, cinquante-quatre en 1842
Pierre Lebrun la décrit comme suit: « [Elle est] faite de provinciaux se bruxellisant, de bourgeois s'anoblissant, de nobles s'embourgeoisant ; [elle] se structure autour de trois éléments en étroite liaison : le Palais, l'administration supérieure et le gouvernement, la haute finance ; il y a  réellement constitution d'une nouvelle aristocratie (...) ou plutôt d'une bourgeoiso-aristocratie bruxelloise. Le pouvoir de celle-ci repose à la fois sur la grande propriété foncière et sur la haute banque ; elle assure un certain passage de l'une à l'autre (...) elle occupe en tout cas, et Bruxelles avec elle, une position dominante sur et dans le pays... »

## La vie politique

### Prépondérance des libéraux
Le 14 juin 1846, l'unionisme fut définitivement enterré à la suite de la réunion dans la salle gothique de l'hôtel de ville de Bruxelles, du premier Congrès libéral qui déboucha sur la constitution du premier parti organisé en Belgique, le Parti libéral. Aux élections du 8 juin 1847, les libéraux ont cinquante-cinq sièges, les catholiques cinquante-trois. En 1848 les libéraux passèrent à quatre-vingt-trois sièges contre vingt-cinq aux catholiques. Aux élections partielles du 11 juin 1850, on eut une Chambre de soixante-neuf libéraux, contre trente-neuf catholiques, le 8 juin 1852, cinquante-sept libéraux contre cinquante et un catholiques. Le 13 juin 1854, chaque parti eut cinquante-quatre sièges, ce qui entraîna un court regain de l'unionisme. En 1856, la Chambre compta soixante-trois députés catholiques contre quarante-cinq libéraux, mais cette majorité fut renversée en décembre 1857 (septante Libéraux contre trente-huit catholiques). En 1861 il y avait à la Chambre 70 libéraux contre cinquante catholiques, en 1863, cinquante-neuf contre cinquante-sept, en 1864 soixante-quatre sièges contre cinquante-deux, en 1866 septante contre cinquante-deux, en 1868 septante-deux contre cinquante, en 1870 soixante et un contre cinquante-sept Les élections du 2 août 1870 permirent l'élection à la Chambre d'une majorité, cette fois, de catholiques (72 sièges contre cinquante-deux, majorité qui se maintint en 1872 (71/53), en 1874 (68/56), en 1876 (67/57). En 1878, les libéraux regagnèrent la majorité à la Chambre (72/60), maintenue en 1880 (74/58), 1882 (79/60).

### Domination des catholiques
Le 10 juin 1884 les catholiques remportèrent la majorité absolue des sièges à la Chambre avec 70 sièges (auxquels on peut ajouter seize indépendants Bruxellois apparentés), contre cinquante-deux libéraux. Henri Pirenne note que les catholiques ont obtenu cette victoire dans le corps électoral censitaire en raison de leurs positions sur la guerre scolaire et la crise agricole (concurrence avec les États-Unis). Depuis lors, les libéraux ne devaient plus jamais obtenir la majorité absolue, tandis que les catholiques conservèrent leur majorité absolue jusqu'à la Première Guerre mondiale, soit pendant trente ans, qu'ils allaient mettre à profit pour faire voter notamment la législation en faveur du flamand (qu'on appellera plus tard néerlandais), le suffrage universel tempéré par le vote plural (avril 1893, sous la pression d'une grève violente ordonnée par la Commission syndicale du Parti ouvrier belge), ce qui eut pour conséquence de faire apparaître un troisième parti : les socialistes du POB.

## Le mouvement flamand
Progressivement la question flamande s'impose à l'agenda politique. Au départ, au grand mécontentement du nationalisme flamand, seul le français est langue officielle dans le royaume. Le mouvement flamand se battra depuis 1840 pour obtenir l'égalité absolue du flamand (aujourd'hui appelé officiellement néerlandais), et du français. Notons que la Wallonie ne s'identifie pas purement et simplement à la cause du français dont la prééminence sera également défendue, longuement, par la bourgeoisie flamande francisée, en Flandre même. En 1830, la bourgeoisie était en effet francophone partout en Belgique, alors que le peuple parlait des dialectes (néerlandais, wallons, picard, lorrain, etc.).

## Évolution politique à la suite de l'introduction du suffrage plural
Dès les premiers votes en faveur du flamand au milieu du XIXe siècle naît une réaction wallonne (mais aussi francophone en Flandre et à Bruxelles, qui se différencie très vite du mouvement wallon proprement dit). À partir de l'instauration du suffrage universel (obtenu cependant à la suite d’une grève violente du pays wallon, en avril 1893), la majorité en Flandre est souvent entièrement catholique. C'est le POB créé en 1885 qui soutient la lutte en faveur du suffrage universel soutenu par un groupe de libéraux radicaux et quelques démocrates-chrétiens. La grève d'avril 1893 suivi d'une révision constitutionnelle votée en catastrophe par un Parlement épouvanté (selon Henri Pirenne), lui permet d'obtenir un système mitigé : si tous les hommes en âge de voter peuvent (et doivent) le faire, certains ont droit à plusieurs voix en fonction du diplôme, de la composition de la famille, de la fortune, etc. (suffrage dit plural). Ce système avantage les catholiques. Mais le prolétariat industriel qui s'est développé dans le sillon Sambre-et-Meuse a démontré sa capacité d'intervention sur la vie politique du pays par la grève générale. Il l'avait déjà fait en 1886 obtenant une série d'avantages sociaux importants. Il va réitérer ces grèves générales tant en 1902 qu'en 1913, mais cette fois sans résultats sauf des promesses en 1913 qui ne se réaliseront qu'après la guerre (suffrage universel pur et simple). Ce sera également une grève générale en juillet 1950 qui contraindra Léopold III à se retirer et que la Grève générale de l'hiver 1960-1961 renforcera considérablement la revendication autonomiste en Wallonie.

## Le suffrage universel renforce les catholiques flamands
En 1894, tous les députés flamands sont catholiques. En 1912, 90 % des députés de Flandre sont catholiques et constituent à eux seuls la majorité dans l'ensemble du pays. Les libéraux sont écartés de Flandre et les socialistes ont du mal à s’implanter. En 1912, alors que cette majorité impose ses gouvernements catholiques homogènes depuis 1884, un  cartel électoral libéral-socialiste ne peut la déloger du pouvoir. Jules Destrée écrit alors sa fameuse Lettre au Roi sur la séparation de la Wallonie et de la Flandre. Un journal comme l'Avenir du Borinage a pu titrer après les élections de 1912 : « La Wallonie dominée par la Flandre ? » Dans ces deux dernières années avant la Grande Guerre, la revendication du suffrage universel pur et simple en Wallonie est liée à celle de la « séparation administrative » (le fédéralisme).
Le parti catholique flamand domine la vie politique le pays. On le voit à la composition des gouvernements de 1884 à 1914.
Le nombre des ministres flamands, wallons et bruxellois est indiqué en pourcentages : Auguste Beernaert inaugure une longue suite de ministères dont les Bruxellois et les Wallons sont parfois pratiquement exclus.

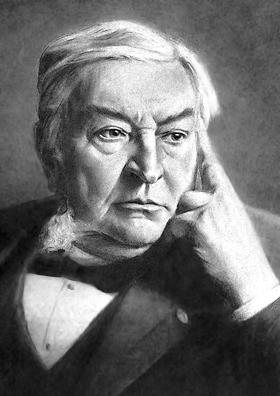
Auguste Beernaert en 1909

| Périodes et Ministères                                | Flamands | Bruxellois | Wallons |
| A. Beernaert : 26 octobre 1884/ 17 mars 1894          | 60 %     | 14 %       | 26 %    |
| J.de Burlet : 26 mars/1894/25 juin 1896               | 75 %     | 9 %        | 16 %    |
| P.de Smet de Naeye : 26 juin 1896/ 23 janvier 1899    | 87 %     |            |         |
| 13 %                                                  |          |            |         |
| J.Vanden Peereboom : 24 janvier 1899/ 31 juillet 1899 | 84 %     |            |         |
| 16 %                                                  |          |            |         |
| P. de Smet de Naeyer : 5 août 1899/ 12 avril 1907     | 76 %     |            |         |
| 24 %                                                  |          |            |         |
| J. de Trooz : 1er mai 1907/ 31 décembre 1907          | 67 %     | 11 %       | 22 %    |
| F.Schollaert : 9 janvier 1908/ 8 juin 1911            | 57 %     | 22 %       | 21 %    |
| Ch. de Broqueville : 18 juin 1911/ 4 août 1914        | 42 %     | 22 %       | 36 %    |

### La question flamande
Les Flamands ont toujours été majoritaires en Belgique et parfois même ultra-majoritaires en sièges au Parlement. De sorte que l'on est devant ce paradoxe : face à une Flandre qui s'émancipe du français lutte une Wallonie qui, à partir de 1884 au moins (sinon même plus tôt), selon Michel Quévit, aurait toujours été « dominée par la Flandre »..
La question flamande oppose d'abord les Flamands entre eux : Flamands flamingants et Flamands partisans du français en Flandre (le français est en général la langue maternelle de ces derniers). Même les premiers Congrès « wallons » (le mot a tendance à désigner alors l'usage du français) sont parfois dominés par ces élites flamandes, aisément bilingues et qui voient dans un bilinguisme modéré sur le plan législatif une manière de sauver la position du français en Flandre en faisant des concessions au mouvement flamand comme le montrent deux historiens flamands. De plus la langue dominante en Wallonie dans l'industrie n'est pas le français, mais le wallon (voyez Histoire de la Wallonie de 1830 à 1914)
La force politique flamande qui vient en soutien de la lutte pour le flamand, ce sont principalement les élus démocrates-chrétiens flamands et quelques socialistes. Comme ces derniers sont de plus en plus nombreux à partir de l'instauration du suffrage universel, les élus catholiques flamands seront progressivement amenés à leur faire des concessions. Cette percée du mouvement flamand traduit une démocratisation de la société belge.
« Réticent et presque malgré lui, l'État belge a créé en Flandre une couche socio-culturelle nouvelle jouissant de l'instruction de base nécessaire pour ressentir profondément son infériorité. Phénomène classique : le dominant a créé les élites aptes à lui disputer le pouvoir. L'application des diverses lois sur l'enseignement, la justice, l'administration ouvre soudain la perspective de la participation au pouvoir à une masse qui ne la distinguait point. Mais en même temps elle sécrète la contestation des structures en place, car chaque bachelier, chaque instituteur, chaque fonctionnaire, et jusqu'au petit curé flamand, est un mécontent potentiel : il ne peut qu'accéder difficilement au sommet de ses propres ambitions. Une frustration existe donc au niveau de ces classes moyennes de l'esprit qui se sentent et sont effectivement écartées de la respectabilité sociale. »

## La colonisation du Congo

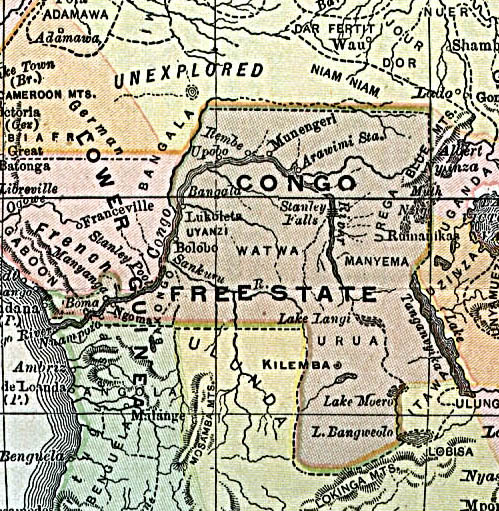
L'État indépendant du Congo (EIC), possession personnelle de Léopold II

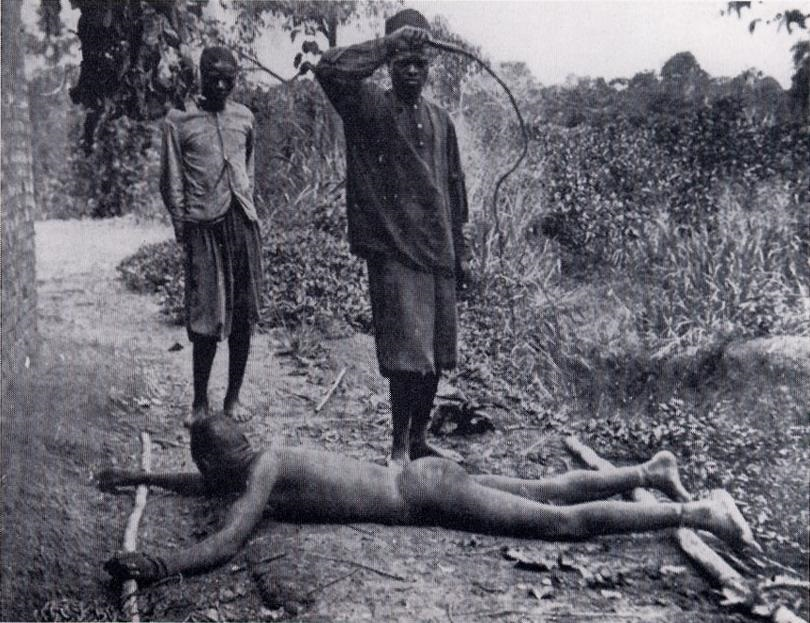
Châtiment corporel à la chicotte au Congo Belge à la fin du XIXe siècle

Léopold II avait toujours rêvé de donner une colonie à la Belgique. L'exploration de Stanley en Afrique équatoriale lui donne l'occasion d'intervenir au Congo qu'il érigera en État indépendant du Congo dont il est le seul maître (voyez aussi Histoire de la monarchie belge). Comme, d'après les accords internationaux, il ne peut y lever d'impôts, il y instaurera le travail forcé en vue essentiellement de l'exploitation du caoutchouc. Jean Stengers écrit : « À partir de 1891 (...) l’État, entame la récolte de son caoutchouc. Cette récolte (...) sera faite par les indigènes, qui se la voient imposer au titre de l'impôt en travail. Les agents de l’État sont chargés de veiller à ce que le travail se fasse, et chargés de rassembler le caoutchouc récolté. Les instructions envoyées aux agents sont simples, et elles iront sans cesse en se répétant et en s’accentuant: il faut, leur enjoint-on, pousser la "production" au maximum. » Dans l'ensemble, cet auteur confirme l'existence des violences, l'utilisation de la chicotte, de la terreur, les estimations du nombre des morts (qui peuvent aller de six à dix millions), tout en soulignant que la diminution de la population est aussi l'effet de bien d'autres facteurs que les massacres directs : désorganisation de l'économie vivrière, propagation de maladies nouvelles que les autochtones ne connaissent pas et contre lesquelles ils n'ont pas les moyens de se défendre, désorganisation de la vie sociale (comme l'éloignement des villages des hommes astreints au travail forcé), etc. Même s'il ne va pas aussi loin qu'Adam Hochschild dans les Fantômes du roi Léopold, les deux auteurs ne se contredisent pas fondamentalement sur l'existence d'une baisse sensible de la population due à la colonisation en général et à la nature de cette colonisation.
Si au départ la colonie coûte plus à Léopold II qu'elle ne lui rapporte et s'il doit compter sur d'importants prêts de l'État belge en vue de la mettre en valeur, les choses se renversent dans les années 1890. À ce moment le Congo rapporte et le roi utilise les bénéfices qu'il y réalise pour construire les serres royales de Laeken, d'autres éléments neufs du palais royal, des bâtiments à Ostende, l'arc de triomphe du Cinquantenaire… Peu à peu cependant, ses pratiques au Congo sont dénoncées sur le plan international et il est contraint de céder la colonie à l'État belge tout en réclamant encore d'être payé par celui-ci pour cette cession. Cette colonie va faire de l'empire colonial belge le quatrième du monde en superficie après l'Empire britannique, l'Empire colonial français et l'empire russe. Le Congo jouera un rôle important dans l'économie belge et un rôle politique et militaire non négligeable dans la Seconde Guerre mondiale, dans la mesure où il fournit aux États-Unis l'uranium nécessaire à la construction des bombes atomiques utilisées à la fin du conflit à Hiroshima et Nagasaki.